# Bataille du Garigliano (915)
Pour les articles homonymes, voir Bataille du Garigliano.
Batailles
- Mu'tah (629)
- Ajnadayn (634)
- Damas (634)
- Fahl (635)
- Yarmouk (636)
- Jérusalem (636-637)

- Héliopolis (640)
- Nikiou (646)

- Sufétula (647)
- Tahouda (683)
- Mammès (688)
- Carthage (698)
- Oued Nini (698)

- 1re Constantinople (674-678)
- Sébastopolis (692)
- Tyane (~708)
- 2e Constantinople (717-718)
- Andrinople (718)
- Nicée (727)
- Akroinon (740)

- Kamacha (766)
- Invasion de l'Asie Mineure (782)
- Kopidnadon (788)
- Krasos (804)
- Invasion de l'Asie Mineure (806)
- Anzen (838)
- Amorium (838)
- Mauropotamos (844)
- Poson (863)
- Bathys Ryax (872 ou 878)

- Syracuse (877-878)
- Stelai ou 1re Milazzo (880)
- 2e Milazzo (888)
- Taormine (902)
- Garigliano (915)
- Détroit (965)
- Georges Maniakès en Sicile (1038-1040)

- Phœnix de Lycie (655)
- Keramaia (746)
- Conquête musulmane de la Crête (années 820)
- Damiette (853)
- Raguse (866-868)
- Kardia (~872-873)
- Golfe de Corinthe (~873)
- Céphalonie (880)
- Chalcis (~883)
- Thessalonique (904)

- Portes ciliciennes (878)
- Campagnes de Jean Kourkouas (926-944)
- Marach (953)
- Raban (958)
- Andrassos (960)
- Campagnes de Nicéphore II Phocas (956-969)
- Chandax (960-961)
- Alexandrette (971)
- Campagnes de Jean Tzimiskès (~950-975)
- Gués de l'Oronte (994)
- Alep (994-995)
- Apamée (998)
- Campagnes de Basile II (979-999)
- Azâz (1030)

La bataille du Garigliano s'est déroulée en 915 entre une coalition chrétienne de principes italiens soutenus par un contingent byzantin et les Sarrasins. Le pape Jean X conduisit personnellement les forces chrétiennes lors de la bataille. Leur but était de détruire la forteresse arabe sur le passage de la rivière Garigliano, qui menaçait le centre de l'Italie et les environs de Rome depuis près de 30 ans,. La bataille se solde par une lourde défaite des troupes sarrasines, qui se voient chassées de leur dernière colonie militaire dans la péninsule.

## Contexte
Après une série d'attaques qui ravagèrent une grande partie du Latium dans la seconde moitié du IXe siècle, les Sarrasins ont établi une colonie à côté de l'ancienne ville de Minturno, près du passage de la rivière Garigliano. Ils ont contracté une alliance avec certains princes chrétiens locaux  (notamment le duc de Gaète), en profitant des divisions qui régnaient entre eux.
Jean X a cependant réussi à constituer une alliance de princes italiens, afin de chasser les Sarrasins de leur position stratégique. L'armée chrétienne réunie autour du pape est constituée de princes lombards et grecs de l'Italie du Sud, dont Guaimar II de Salerne, Jean I de Gaeta et son fils Docibilis, Grégoire IV de Naples et de son fils Jean, et Landolf Ier de Bénévent et de Capoue. Le roi d'Italie, Bérenger Ier de Frioul, a envoyé une force de soutien provenant de Spolète et de la région des Marches, et dirigée par Albéric Ier, duc de Spolète et de Camerino. L'Empire byzantin participe également à la coalition via l'envoi d'un fort contingent depuis la Calabre et les Pouilles, commandé par le stratège de Bari, Nicolas Picingli. Le pape Jean X est venu personnellement en compagnie de milities du Latium, de la Toscane et de Rome.

## Bataille
Le premier affrontement a lieu dans le nord du Latium, où de petites bandes de pilleurs sarrasins sont surprises et détruites. Les Chrétiens remportent ensuite deux victoires significatives à Campo Baccano, sur la Via Cassia, et dans le domaine de Tivoli et de Vicovaro. Après ces défaites, les Musulmans occupant Narni et d'autres forteresses se replient vers la principale forteresse sarrasine sur le passage du Garigliano. Il s'agit d'un site fortifié (kairuan) dont la localisation n'est pas encore identifiée précisément aujourd'hui. Le siège de la forteresse dure 3 mois, entre le mois de juin et le mois d'août.
Après avoir été culbutés hors de leur camp fortifié, les Sarrasins se replient dans les collines avoisinantes. Dans un premier temps, ils résistent à plusieurs attaques menées par Albéric et Landulf. Cependant, privés de nourriture et s'apercevant que leur situation devient désespérée, ils tentent une percée en août afin d'atteindre la côte et s'échapper vers la Sicile. Selon les chroniques de l'époque, tous sont capturés et exécutés.

## Conséquences
Bérenger se voit récompensé par le soutien du pape, et une potentielle couronne impériale, tandis que le prestige acquis par Albéric après la victoire lui permet d'occuper un rôle prééminent par la suite dans l'histoire de Rome. Jean Ier de Gaète peut élargir son duché au passage du Garigliano, et reçoit le titre de patrice de Byzance permettant à sa famille de s'auto-proclamer ducs.
Les Sarrasins se voient chassés de leur dernière colonie militaire dans la péninsule. Les Byzantins, dont le contingent a constitué la force principale de l'armée chrétienne victorieuse, confirment, eux, leur retour aux affaires dans le sud de l'Italie, après la prise de Bari et de Tarente. Par la suite, l'Empire byzantin devient la puissance dominante dans la région.